# Lijst van gemeentelijke monumenten in Westerveld
De gemeente Westerveld heeft 60 gemeentelijke monumenten. Hieronder een overzicht. 

## Darp
De plaats Darp kent 2 gemeentelijke monumenten:
| Object    | Bouwjaar | Architect | Locatie         | Coördinaten                   | Nr.        | Afbeelding  |
| --------- | -------- | --------- | --------------- | ----------------------------- | ---------- | ----------- |
| Boerderij | ca 1855  |           | Busselterweg 8  | 52° 45' 53" NB, 6° 12' 13" OL | 1701/WN002 | Upload foto |
| Hunehuis  |          |           | Hunebeddenweg 1 | 52° 47' 35" NB, 6° 13' 38" OL | 1701/WN003 | Hunehuis    |

## Diever
De plaats Diever kent 5 gemeentelijke monumenten:
| Object                                            | Bouwjaar | Architect | Locatie          | Coördinaten                   | Nr.        | Afbeelding                                        |
| ------------------------------------------------- | -------- | --------- | ---------------- | ----------------------------- | ---------- | ------------------------------------------------- |
| Tolhuis                                           | ca 1880  |           | Bosweg 2         | 52° 51' 37" NB, 6° 19' 17" OL | 1701/WN004 | Upload foto                                       |
| Woning Iemenhof in Interbellum architectuur stijl | ca 1935  |           | Brinkstraat 2    | 52° 51' 17" NB, 6° 18' 57" OL | 1701/WN005 | Woning Iemenhof in Interbellum architectuur stijl |
| Woning De Eshorst                                 | ca 1910  |           | Hoofdstraat 11   | 52° 51' 31" NB, 6° 18' 49" OL | 1701/WN006 | Woning De Eshorst                                 |
| Coöp. zuivelfabriek en korenmalerij 'Diever'      |          |           | Moleneinde 30-32 | 52° 51' 7" NB, 6° 19' 31" OL  | 1701/WN007 | Coöp. zuivelfabriek en korenmalerij 'Diever'      |
| Boerderij Berkenheuvel                            | ca 1940  |           | Noordes 6        | 52° 51' 47" NB, 6° 18' 44" OL | 1701/WN008 | Upload foto                                       |

## Dieverbrug
De plaats Dieverbrug kent 5 gemeentelijke monumenten:
| Object                     | Bouwjaar | Architect | Locatie           | Coördinaten                   | Nr.        | Afbeelding  |
| -------------------------- | -------- | --------- | ----------------- | ----------------------------- | ---------- | ----------- |
| Brugwachterwoning Antigone | 1882     |           | De Stouwe 1       | 52° 50' 17" NB, 6° 19' 57" OL | 1701/WN009 | Upload foto |
| Woning                     | ca 1910  |           | Dieverbrug 41     | 52° 50' 52" NB, 6° 20' 23" OL | 1701/WN010 | Woning      |
| Boerderij                  | ca 1930  |           | Rijksweg 32       | 52° 50' 55" NB, 6° 20' 32" OL | 1701/WN011 | Upload foto |
| Onbekend                   | ca 1930  |           | Rijksweg 44       | 52° 50' 44" NB, 6° 20' 19" OL | 1701/WN012 | Upload foto |
| Tolhuis                    | ca 1900  |           | Dwingelderdijk 15 | 52° 50' 49" NB, 6° 20' 41" OL | 1701/WN013 | Upload foto |

## Doldersum
De plaats Doldersum kent 2 gemeentelijke monumenten:
| Object                 | Bouwjaar | Architect | Locatie      | Coördinaten                   | Nr.        | Afbeelding  |
| ---------------------- | -------- | --------- | ------------ | ----------------------------- | ---------- | ----------- |
| Boerderij Sophia-hoeve |          |           | Huenderweg 2 | 52° 53' 25" NB, 6° 15' 11" OL | 1701/WN014 | Upload foto |
| Houten woning          |          |           | Landarbeid 1 | 52° 54' 25" NB, 6° 16' 28" OL | 1701/WN015 | Upload foto |

## Dwingeloo
De plaats Dwingeloo kent 11 gemeentelijke monumenten:
| Object                                        | Bouwjaar | Architect | Locatie         | Coördinaten                   | Nr.        | Afbeelding      |
| --------------------------------------------- | -------- | --------- | --------------- | ----------------------------- | ---------- | --------------- |
| Smederij; boerderij, vakantiewoning Rostwijck | 1895     |           | Drift 22        | 52° 49' 54" NB, 6° 22' 0" OL  | 1701/WN016 | Upload foto     |
|                                               |          |           | Eemster 1a      | 52° 51' 7" NB, 6° 22' 4" OL   | 1701/WN024 | Upload foto     |
|                                               |          |           | Entingheweg 15  | 52° 50' 15" NB, 6° 21' 47" OL | 1701/WN017 | Upload foto     |
|                                               |          |           | Entingheweg 15a | 52° 50' 14" NB, 6° 21' 46" OL | 1701/WN018 | Upload foto     |
| Boerderij                                     | ca 1880  |           | Heuvelenweg 15  | 52° 50' 0" NB, 6° 21' 36" OL  | 1701/WN019 | Upload foto     |
|                                               |          |           | Heuvelenweg 29  | 52° 50' 2" NB, 6° 21' 36" OL  | 1701/WN020 |                 |
|                                               |          |           | Leggeloo 32     | 52° 50' 58" NB, 6° 21' 38" OL | 1701/WN035 | Upload foto     |
| Boerderij 't Hulsding                         | ca 1935  |           | Lheebroek 22    | 52° 50' 29" NB, 6° 26' 22" OL | 1701/WN037 | Upload foto     |
| Grafkelder                                    |          |           | Westeinde 38    | 52° 49' 5" NB, 6° 20' 32" OL  | 1701/WN021 | Upload foto     |
| Turfschuur                                    | ca 1910  |           | Westeinde 38    | 52° 49' 5" NB, 6° 20' 32" OL  | 1701/WN022 | Turfschuur      |
| Woning Oldenhut                               | ca 1915  |           | Westeinde 61    | 52° 49' 8" NB, 6° 20' 32" OL  | 1701/WN023 | Woning Oldenhut |

## Frederiksoord
De plaats Frederiksoord kent 2 gemeentelijke monumenten:
| Object                     | Bouwjaar | Architect | Locatie                   | Coördinaten                   | Nr.        | Afbeelding                 |
| -------------------------- | -------- | --------- | ------------------------- | ----------------------------- | ---------- | -------------------------- |
| Houten Tuinbouwschuur      |          |           | Majoor van Swietenlaan 28 | 52° 50' 37" NB, 6° 10' 43" OL | 1701/WN025 | Houten Tuinbouwschuur      |
| Stookhuisje Tuinbouwschool |          |           | Majoor van Swietenlaan 28 | 52° 50' 37" NB, 6° 10' 43" OL | 1701/WN026 | Stookhuisje Tuinbouwschool |

## Geeuwenbrug
De plaats Geeuwenbrug kent 1 gemeentelijk monument:
| Object                                | Bouwjaar | Architect | Locatie     | Coördinaten                   | Nr.        | Afbeelding  |
| ------------------------------------- | -------- | --------- | ----------- | ----------------------------- | ---------- | ----------- |
| Brugwachterswoning Drentse Hoofdvaart | ca 1900  |           | Rijksweg 10 | 52° 52' 23" NB, 6° 22' 13" OL | 1701/WN027 | Upload foto |

## Havelte
De plaats Havelte kent 7 gemeentelijke monumenten:
| Object                | Bouwjaar | Architect       | Locatie                                                       | Coördinaten                   | Nr.        | Afbeelding   |
| --------------------- | -------- | --------------- | ------------------------------------------------------------- | ----------------------------- | ---------- | ------------ |
| Diepvrieskluis        |          |                 | nabij Rijksweg NZ 22, kruising v. Helomaweg / Boskampsbrugweg | 52° 45' 41" NB, 6° 13' 56" OL | 1701/WN028 | Upload foto  |
| Woning                | ca 1900  |                 | Dorpsstraat 2                                                 | 52° 45' 59" NB, 6° 14' 49" OL | 1701/WN029 | Woning       |
| Voormalige wachttoren |          |                 | Voormalige Amerikaanse basis Havelterberg                     | 52° 46' 37" NB, 6° 11' 32" OL | 1701/WN030 | Upload foto  |
| Gemeentehuis          | 1924     | A.J. van Vemden | Raadhuislaan 1                                                | 52° 46' 6" NB, 6° 14' 57" OL  | 1701/WN031 | Gemeentehuis |
| Pastorie, boerderij   | ca 1850  |                 | Raadhuislaan 5-7                                              | 52° 46' 7" NB, 6° 14' 56" OL  | 1701/WN032 | Upload foto  |
|                       |          |                 | Rijksweg Noordzijde 11                                        | 52° 45' 49" NB, 6° 14' 31" OL | 1701/WN033 |              |
|                       |          |                 | Trambaanweg 5                                                 | 52° 43' 59" NB, 6° 12' 13" OL | 1701/WN034 | Upload foto  |

## Lhee
De plaats Lhee kent 1 gemeentelijk monument:
| Object                                | Bouwjaar | Architect                                        | Locatie                | Coördinaten                   | Nr.        | Afbeelding  |
| ------------------------------------- | -------- | ------------------------------------------------ | ---------------------- | ----------------------------- | ---------- | ----------- |
| Dienstwoning Dwingeloo Radiotelescoop | 1963     | Frederik Willem de Vlaming, Harry Salm en Fennis | Oude Hoogeveensedijk 6 | 52° 48' 46" NB, 6° 23' 52" OL | 1701/WN036 | Upload foto |

## Nijensleek
De plaats Nijensleek kent 1 gemeentelijk monument:
| Object                                                 | Bouwjaar | Architect                   | Locatie     | Coördinaten                  | Nr.        | Afbeelding                                             |
| ------------------------------------------------------ | -------- | --------------------------- | ----------- | ---------------------------- | ---------- | ------------------------------------------------------ |
| Gereformeerde kerk in Zakelijk expressionistisch stijl | 1934     | H.J.M. vd Schaar, Heemstede | Hoofdweg 59 | 52° 50' 14" NB, 6° 10' 5" OL | 1701/WN038 | Gereformeerde kerk in Zakelijk expressionistisch stijl |

## Oldendiever
De plaats Oldendiever kent 1 gemeentelijk monument:
| Object | Bouwjaar | Architect | Locatie         | Coördinaten                   | Nr.        | Afbeelding  |
| ------ | -------- | --------- | --------------- | ----------------------------- | ---------- | ----------- |
|        |          |           | Kastanjelaan 20 | 52° 50' 57" NB, 6° 18' 58" OL | 1701/WN039 | Upload foto |

## Uffelte
De plaats Uffelte kent 2 gemeentelijke monumenten:
| Object        | Bouwjaar      | Architect | Locatie        | Coördinaten                   | Nr.        | Afbeelding  |
| ------------- | ------------- | --------- | -------------- | ----------------------------- | ---------- | ----------- |
| Zuivelfabriek | 1904; ca 1910 |           | Rijksweg 29    | 52° 47' 18" NB, 6° 17' 6" OL  | 1701/WN040 | Upload foto |
| Kapel Uffelte | 1910          |           | Schoolstraat 5 | 52° 47' 18" NB, 6° 16' 44" OL | 1701/WN041 | Upload foto |

## Vledder
De plaats Vledder kent 4 gemeentelijke monumenten:
| Object         | Bouwjaar | Architect | Locatie                           | Coördinaten                   | Nr.        | Afbeelding  |
| -------------- | -------- | --------- | --------------------------------- | ----------------------------- | ---------- | ----------- |
| Diepvrieskluis |          |           | 't Steegien, nabij Dorpsstraat 19 |                               | 1701/WN042 | Upload foto |
|                |          |           | Brink 1                           | 52° 51' 27" NB, 6° 12' 49" OL | 1701/WN043 | Upload foto |
| Woning         | ca 1925  |           | Brink 11                          | 52° 51' 30" NB, 6° 12' 51" OL | 1701/WN044 | Upload foto |
| Boerderij      | ca 1940  |           | Wapserweg 2                       | 52° 51' 26" NB, 6° 12' 56" OL | 1701/WN045 | Upload foto |

## Vledderveen
De plaats Vledderveen kent 2 gemeentelijke monumenten:
| Object    | Bouwjaar | Architect | Locatie          | Coördinaten                   | Nr.        | Afbeelding  |
| --------- | -------- | --------- | ---------------- | ----------------------------- | ---------- | ----------- |
| Immermoed |          |           | Werkhorstlaan 3  | 52° 53' 8" NB, 6° 12' 9" OL   | 1701/WN046 | Immermoed   |
| Werkhorst |          |           | Werkhorstlaan 12 | 52° 52' 47" NB, 6° 12' 47" OL | 1701/WN047 | Upload foto |

## Wapse
De plaats Wapse kent 3 gemeentelijke monumenten:
| Object                   | Bouwjaar | Architect | Locatie             | Coördinaten                   | Nr.        | Afbeelding  |
| ------------------------ | -------- | --------- | ------------------- | ----------------------------- | ---------- | ----------- |
| Woning                   | ca 1920  |           | Rollestraat 5       | 52° 51' 35" NB, 6° 16' 3" OL  | 1701/WN048 | Upload foto |
| Zuivelfabriek Ons Belang |          |           | Ten Darperweg 82-84 | 52° 51' 28" NB, 6° 15' 49" OL | 1701/WN049 | Upload foto |
| Tolhuis                  | ca 1880  |           | Ten Darperweg 122   | 52° 51' 34" NB, 6° 13' 57" OL | 1701/WN050 | Upload foto |

## Wapserveen
De plaats Wapserveen kent 2 gemeentelijke monumenten:
| Object         | Bouwjaar | Architect | Locatie                                      | Coördinaten                   | Nr.        | Afbeelding  |
| -------------- | -------- | --------- | -------------------------------------------- | ----------------------------- | ---------- | ----------- |
| Diepvrieskluis |          |           | bij Butenweg 103, kruising Midden / Butenweg |                               | 1701/WN051 | Upload foto |
| Boerderij      | 1933     |           | Westeinde 187                                | 52° 48' 37" NB, 6° 10' 55" OL | 1701/WN052 | Upload foto |

## Wittelte
De plaats Wittelte kent 3 gemeentelijke monumenten:
| Object              | Bouwjaar | Architect | Locatie           | Coördinaten                   | Nr.        | Afbeelding  |
| ------------------- | -------- | --------- | ----------------- | ----------------------------- | ---------- | ----------- |
|                     |          |           | De Stouwe 3       | 52° 50' 0" NB, 6° 19' 34" OL  | 1701/WN053 | Upload foto |
| Transformatorhuisje |          |           | Wittelterweg 27-T |                               | 1701/WN054 | Upload foto |
| Tolhuis             | ca 1890  |           | Wittelterweg 25   | 52° 49' 34" NB, 6° 18' 33" OL | 1701/WN055 | Tolhuis     |

## Zorgvlied
De plaats Zorgvlied kent 6 gemeentelijke monumenten:
| Object                 | Bouwjaar | Architect | Locatie        | Coördinaten                   | Nr.        | Afbeelding        |
| ---------------------- | -------- | --------- | -------------- | ----------------------------- | ---------- | ----------------- |
| Kerkhof Zorgvlied      |          |           | Dorpsstraat 5  | 52° 55' 12" NB, 6° 15' 24" OL | 1701/WN001 | Meer afbeeldingen |
| Woning Amsterdams Huis | ca 1880  |           | Dorpsstraat 21 | 52° 55' 18" NB, 6° 15' 18" OL | 1701/WN056 | Upload foto       |
|                        |          |           | Dorpsstraat 33 | 52° 55' 18" NB, 6° 15' 13" OL | 1701/WN057 | Upload foto       |
|                        |          |           | Dorpsstraat 35 | 52° 55' 17" NB, 6° 15' 13" OL | 1701/WN058 | Upload foto       |
|                        |          |           | Dorpsstraat 37 | 52° 55' 17" NB, 6° 15' 13" OL | 1701/WN059 | Upload foto       |
|                        |          |           | Dorpsstraat 39 | 52° 55' 17" NB, 6° 15' 12" OL | 1701/WN060 | Upload foto       |

Assen ·
Emmen ·
Meppel ·
Westerveld